# Phenacolepas asperulata
Phenacolepas asperulata is een slakkensoort uit de familie van de Phenacolepadidae. De wetenschappelijke naam van de soort is voor het eerst geldig gepubliceerd in 1858 door A. Adams.